# Leucophora ponti
Leucophora ponti är en tvåvingeart som beskrevs av Willi Hennig 1967. Leucophora ponti ingår i släktet Leucophora och familjen blomsterflugor.
Artens utbredningsområde är Israel. Inga underarter finns listade i Catalogue of Life.